# 魯登科
50°16′26″N 24°49′19″E / 50.27389°N 24.82194°E
魯登科（羅馬化：Rudenko）是烏克蘭西部的村莊，隸屬利維夫州的舍普季茨基區。該村始建於1311年，面積0.89平方公里，海拔高度218米，2001年人口406，人口密度每平方公里456.18人。